# Moux-en-Morvan
Ne doit pas être confondu avec Moux.
Moux-en-Morvan (prononcé [mu ɑ̃ mɔʁvɑ̃] ; Mô en bourguignon-morvandiau) est une commune française située dans le département de la Nièvre, en région Bourgogne-Franche-Comté.

## Géographie
La commune est située au cœur du massif du Morvan et fait partie de son parc naturel régional. Le village est à 7 km du lac des Settons, partiellement situé sur le territoire de la commune.

### Climat
Pour des articles plus généraux, voir Climat de la Bourgogne-Franche-Comté et Climat de la Nièvre.
En 2010, le climat de la commune est de type climat de montagne, selon une étude du Centre national de la recherche scientifique s'appuyant sur une série de données couvrant la période 1971-2000. En 2020, Météo-France publie une typologie des climats de la France métropolitaine dans laquelle la commune est exposée à un climat océanique altéré et est dans la région climatique  Lorraine, plateau de Langres, Morvan, caractérisée par un hiver rude (1,5 °C), des vents modérés et des brouillards fréquents en automne et hiver. 
Pour la période 1971-2000, la température annuelle moyenne est de 9,5 °C, avec une amplitude thermique annuelle de 15,8 °C. Le cumul annuel moyen de précipitations est de 1 169 mm, avec 14 jours de précipitations en janvier et 8,7 jours en juillet. Pour la période 1991-2020, la température moyenne annuelle observée sur la station météorologique de Météo-France la plus proche, « Dun_sapc », sur la commune de Dun-les-Places à 16 km à vol d'oiseau, est de 10,4 °C et le cumul annuel moyen de précipitations est de 1 181,7 mm. 
La température maximale relevée sur cette station est de 37,6 °C, atteinte le 24 juillet 2019 ; la température minimale est de −15,3 °C, atteinte le 7 février 2012,,. 
Les paramètres climatiques de la commune ont été estimés pour le milieu du siècle (2041-2070) selon différents scénarios d'émission de gaz à effet de serre à partir des nouvelles projections climatiques de référence DRIAS-2020. Ils sont consultables sur un site dédié publié par Météo-France en novembre 2022.

## Urbanisme

### Typologie
Au 1er janvier 2024, Moux-en-Morvan est catégorisée commune rurale à habitat dispersé, selon la nouvelle grille communale de densité à sept niveaux définie par l'Insee en 2022.
Elle est située hors unité urbaine et hors attraction des villes,.

### Occupation des sols
L'occupation des sols de la commune, telle qu'elle ressort de la base de données européenne d’occupation biophysique des sols Corine Land Cover (CLC), est marquée par l'importance des forêts et milieux semi-naturels (59,1 % en 2018), une proportion sensiblement équivalente à celle de 1990 (58,6 %). La répartition détaillée en 2018 est la suivante : forêts (57,6 %), prairies (22,6 %), zones agricoles hétérogènes (13,1 %), eaux continentales (3,6 %), zones urbanisées (1,6 %), milieux à végétation arbustive et/ou herbacée (1,5 %). L'évolution de l’occupation des sols de la commune et de ses infrastructures peut être observée sur les différentes représentations cartographiques du territoire : la carte de Cassini (XVIIIe siècle), la carte d'état-major (1820-1866) et les cartes ou photos aériennes de l'IGN pour la période actuelle (1950 à aujourd'hui).

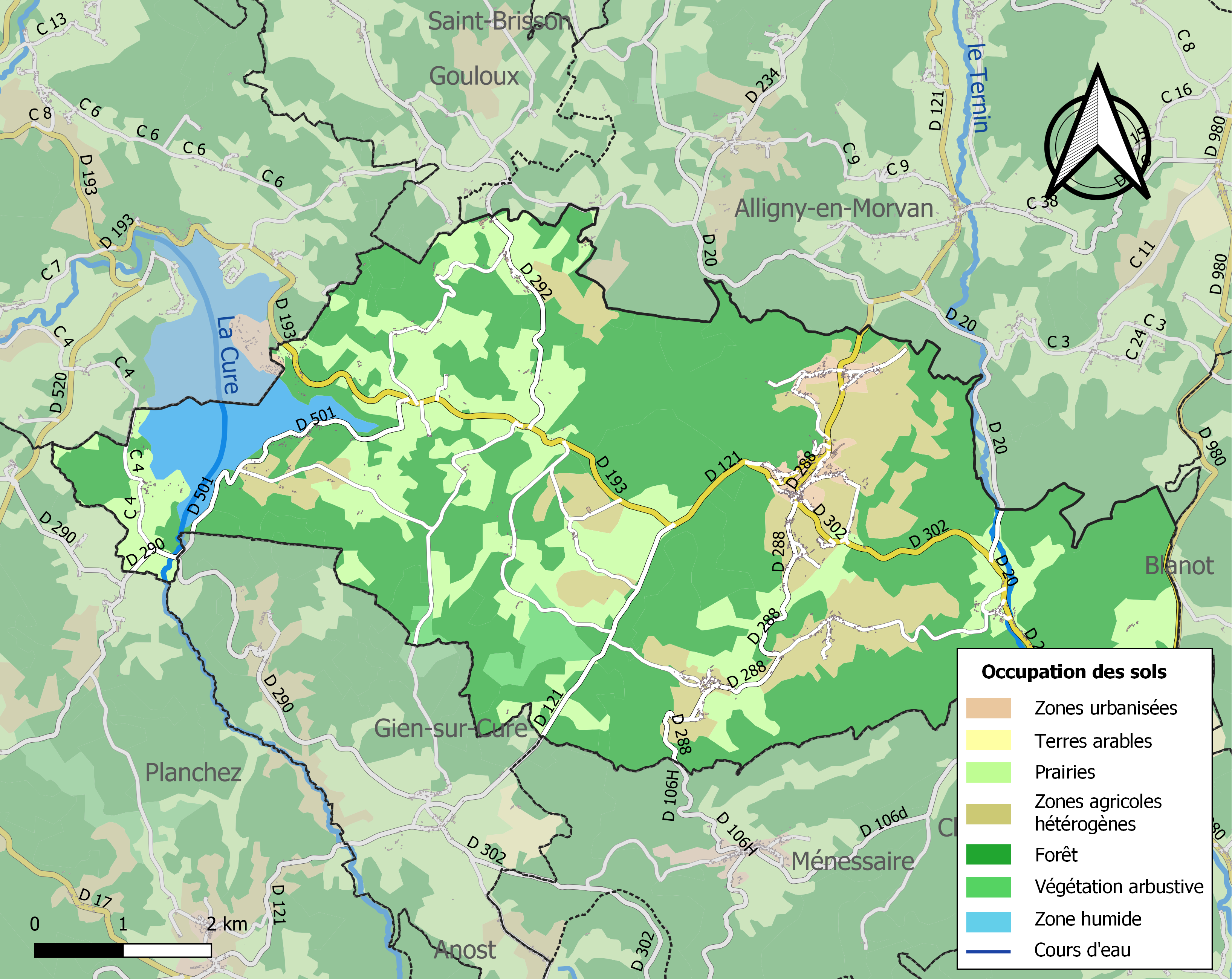
Carte des infrastructures et de l'occupation des sols de la commune en 2018 (CLC).

## Histoire

### Préhistoire
Îlot Cerney (ou Petite île des Settons)Mésolithique, Néolithique
Situé sur le lac des Settons, il était une petite hauteur avant la création du lac. Plusieurs centaines de silex taillés y ont été trouvés, incluant en majorité des « lamelles courtes souvent courbes et torses et des lames et éclats laminaires bruts ou à retouche irrégulière ». Certaines sont datées du Mésolithique et comprennent huit sortes de silex d'origines variées, parfois fort lointaines : silex de Lains (Jura), de Mellecey (Saône-et-Loire), de Chantrezac (Charente), du Roannais (Loire), de l’Yonne et du Bazois. La série mésolithique inclut aussi un microburin,.
Parmi les pièces attribuées à la fin du Néolithique se trouvent une armature à pédoncule large, et une pointe de ﬂèche en silex originaire de l’Yonne.
Le silex de l’Yonne, de la côte chalonnaise, du Mâconnais et du Roannais forme le reste du corpus lithique, ainsi que du silex plus local de qualité médiocre. Noter que pour la fabrication d'outils lithiques, le socle granitique du Morvan impose nécessairement une importation, soit des matières premières, soit de nucléus, soit d'outils déjà fabriqués. On remarque par ailleurs que les sites d'origine des matières premières peuvent être en périphérie du massif du Morvan mais peuvent aussi bien être fort éloignés.
Les Branlasses
Une pointe de flèche à pédoncules et ailerons de la fin du Néolithique a été trouvée près du lieu-dit les Branlasses, partagé avec la commune de Montsauche-les-Settons, à environ 600 m au nord de la Petite Île ; cette pointe se trouvait sur le site d'une « structure circulaire bordée aux deux tiers par un mur en pierres sèches et par un fossé dans le tiers restant ». Malheureusement les fouilles ont été trop peu précises pour dater cette structure avec une certitude suffisante.

### XXesiècle
- Le Tacot du Morvan

Au début du XXe siècle, la commune était desservie par une des lignes du Tacot du Morvan : le chemin de fer de Corbigny à Saulieu.
Sa gare était située dans le bourg de Moux. La commune possédait également des arrêts aux hameaux du Cerney, Montsermage et Chassagne.
Le trafic voyageurs fut stoppé le 15 mars 1939.

## Politique et administration
| Période                                  | Période      | Identité              | Étiquette | Qualité                                            |
| ---------------------------------------- | ------------ | --------------------- | --------- | -------------------------------------------------- |
| 1795                                     | 1797         | Jacques Jean Collenot |           |                                                    |
| 1860                                     | 1870         | Charles Monot         |           | Médecin                                            |
| ?                                        | ?            | Joseph Pelletier      |           | Mécanicien                                         |
| ?                                        | 1977         | Gerard Râteau         |           | Employé au Sénat                                   |
| 1977                                     | 1995         | Jacque Râteau         |           | Boulanger                                          |
| 1995                                     | 2001         | Bernard Chaumien      |           | Charpentier-couvreur ; capitaine honoraire pompier |
| mars 2001                                | 23 mars 2014 | Guy Lanciau           |           | Gendarme                                           |
| 23 mars 2014                             | En cours     | Pascal Rateau         |           |                                                    |
| Les données manquantes sont à compléter. |              |                       |           |                                                    |

## Démographie
L'évolution du nombre d'habitants est connue à travers les recensements de la population effectués dans la commune depuis 1793. Pour les communes de moins de 10 000 habitants, une enquête de recensement portant sur toute la population est réalisée tous les cinq ans, les populations de référence des années intermédiaires étant quant à elles estimées par interpolation ou extrapolation. Pour la commune, le premier recensement exhaustif entrant dans le cadre du nouveau dispositif a été réalisé en 2008.

En 2022, la commune comptait 534 habitants, en évolution de −2,02 % par rapport à 2016 (Nièvre : −3,28 %, France hors Mayotte : +2,11 %).
| 1793  | 1800  | 1806  | 1821  | 1831  | 1836  | 1841  | 1846  | 1851  |
| ----- | ----- | ----- | ----- | ----- | ----- | ----- | ----- | ----- |
| 1 087 | 1 290 | 1 245 | 1 371 | 1 507 | 1 573 | 1 696 | 1 687 | 1 766 |

| 1856  | 1861  | 1866  | 1872  | 1876  | 1881  | 1886  | 1891  | 1896  |
| ----- | ----- | ----- | ----- | ----- | ----- | ----- | ----- | ----- |
| 1 756 | 1 697 | 1 755 | 1 688 | 1 752 | 1 712 | 1 647 | 1 596 | 1 620 |

| 1901  | 1906  | 1911  | 1921  | 1926  | 1931  | 1936  | 1946 | 1954 |
| ----- | ----- | ----- | ----- | ----- | ----- | ----- | ---- | ---- |
| 1 614 | 1 560 | 1 492 | 1 293 | 1 189 | 1 086 | 1 032 | 990  | 851  |

| 1962 | 1968 | 1975 | 1982 | 1990 | 1999 | 2006 | 2008 | 2013 |
| ---- | ---- | ---- | ---- | ---- | ---- | ---- | ---- | ---- |
| 814  | 714  | 703  | 708  | 744  | 675  | 629  | 616  | 564  |

| 2018 | 2022 | - | - | - | - | - | - | - |
| ---- | ---- | - | - | - | - | - | - | - |
| 531  | 534  | - | - | - | - | - | - | - |

## Économie
- Cultures de sapins de Noël, de sapins de construction et de bois de chauffage.
- Élevage (bovins, ovins).
- Tourisme.

## Culture locale et patrimoine

### Lieux et monuments
- Église Saint-Denis de style gothique (XVIe siècle) avec fresques.
- Stèle du Maquis des Fiottes.
- Lac des Settons (baignade, navigation).
- Vestiges celtiques découverts sur le Mont Moux (753 m).
- Maol au XIVe siècle.

### Personnalités liées à la commune
- Andoche Parthiot (1821-1900), architecte de Château-Chinon (Ville), est né dans la commune.
- Charles Monot (1830-1914), médecin et homme politique, est né dans la commune[21].
- Edward Ernest Bowen (1836-1901), footballeur anglais, est décédé dans la commune.

### Héraldique
| Blason de Moux-en-Morvan | Blason  | Écartelé : aux 1er et 4e d'azur semés de fleurs de lys d'or, à la bordure componée d’argent et de gueules, aux 2e et 3e bandés d'or et d'azur, à la bordure de gueules, à un silex d'or bordé d'un filet de gueules et chargé d'un sapin de sinople, brochant sur le tout. |
| Blason de Moux-en-Morvan | Détails | Le statut officiel du blason reste à déterminer. |